# 창족

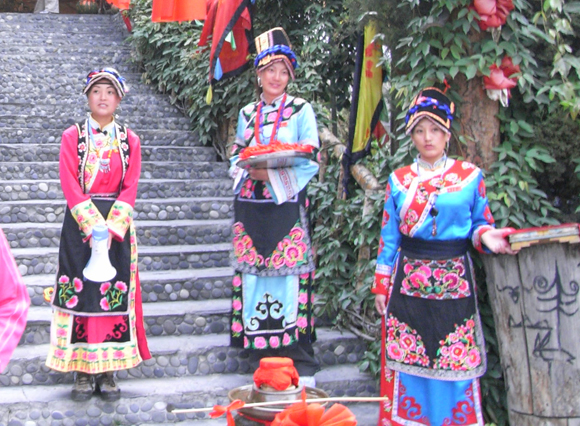

창족 또는 강족(羌族, 중국조선어: 챵족, 창어: Rrmea)은 오늘날의 쓰촨성과 칭하이성 등에 해당하는 티베트고원에 거주하는 민족이다. 산악 민족으로서, 성채를 쌓고 수십 가구가 모여 마을을 이루었다. 역사적으로 티베트족의 영역과 한족의 영역 사이에서 양쪽의 영향을 받아 왔다.
약 2만년 전부터 현재의 칭하이성에 사람이 거주했으며, 이 당시의 주민은 주로 강족(羌族)으로 추정된다. 오호십육국시대에 창족은 중국 영토로 침입했으며, 강족이 세운 후진(後秦, 384년 ~ 417년)은 요장에 의해 건국된 나라이다. 후진은 건국자의 이름을 따서 요진(姚秦)이라고도 부른다. 창족의 성씨로는 요(姚), 공(功), 김(금, 金), 구(俱), 강(羌)씨 등이 있다고 한다. 다만 과거의 강족이 오늘날 창족의 조상만을 가리키는 것인지는 불명확하다.
1950년 중화인민공화국 정부가 창족을 소수민족으로 분류할 당시 인구는 35,600명에 불과했으나 1980년대 이후 많은 한족이 소수민족 혜택을 목적으로 창족으로 개종하여 도합 20만 명 전후의 한족이 창족으로 재분류되었을 것으로 추정된다. 2010년 기준 30만 명 정도의 창족 인구가 있으며, 그 중 20만 명이 쓰촨성 북서부 지방에 거주한다. 그 수는 특히 아바 티베트족 창족 자치주, 베이촨 창족 자치현, 마오현, 원촨현, 리현, 헤이수이현, 쑹판현에 많다. 2008년 쓰촨 대지진 당시 큰 피해를 입었는데 민족 인구의 10%에 달하는 3만 명 이상의 창족이 사망하였다.

## 같이 보기
- 후진의 요장
- 중국의 민족